# 親分はイエス様
『親分はイエス様』（おやぶんはイエスさま）は、2001年制作の日本・韓国合作の映画。
抗争中のヤクザがある事をきっかけにキリスト教に目覚め、伝道師として活動する。実在する元ヤクザのキリスト教伝道集団“ミッション・バラバ”をモデルにした映画。

## あらすじ
木原勇次は極道・山政会の幹部として、対立する中森組との抗争に明け暮れていた。抗争が膠着状態に入ったある日、木原と中森組の幹部・島俊夫はそれぞれの組長から身を隠すように言い渡される。実はそれぞれの組長は、2人を事件の首謀者に仕立て上げたうえで手打ちを行なう事を目論んでおり、2人はいわば捨て石にされたのだ。大阪に身を隠した勇次は麻薬に溺れ心身共にボロボロになり、島は組長の送り込んだ刺客に抹殺されそうになる。
朦朧とした意識のまま街をさ迷う勇次は、目に飛び込んできた十字架に吸い寄せられるように教会に入り昏倒、牧師に助けられる。家に戻った勇次は、韓国人クリスチャンの妻・盛愛と共に教会の日曜礼拝に行く。そこでかつて自分と同じヤクザだった志田徹也の講話を聴く。志田は贖罪のため十字架を担いで歩く構想を語ったが、ほどなく昔の余罪により逮捕されてしまう。
勇次は志田の意志に共感しキリスト教に改宗、彼の意志を継いで十字架を担いでの日本縦断を決意する。

## 音楽
- 随所に有名な賛美歌「アメイジング・グレイス」のメロディーが流れる。

## キャスト
- 木原勇次：渡瀬恒彦
- 島俊夫：奥田瑛二
- 志田徹也：渡辺裕之
- 桑原睦夫：ガッツ石松
- 川平悟：誠直也
- 美加：増田恵子
- 盛愛：ナ・ヨンヒ
- 瑛姫：ユン・ユソン
- 玉城玉江：夏樹陽子
- 玉城繁：渡辺哲
- 木村達夫牧師：中村嘉葎雄
- 木原ハンナ：永井杏
- 盛愛の母親：チョン・ヨンスク
- 盛愛の父親：イ・ジョンマン
- 金牧師：ジョン・ウク
- 朝倉紳介：岡崎二朗
- 田村孝弘：ミッキー・カーチス
- 白木武：木村栄
- 木崎良：片桐竜次
- 浅田：小林勝彦
- 梅津学：石井光三
- 柳川：鹿内孝
- アキラ：岡崎礼
- 小島史郎：辰巳佳太
- 佐原健二
- 石山雄大
- 栗原みなみ
- 金沢泰裕[1]
- 大川従道（大和カルバリーチャペル）
- 武蔵拳、みずと良、杜澤泰文、殺陣剛太、霞涼二、深作覚、藤岡大樹 ほか

## スタッフ
- 監督：斎藤耕一
- 脚本：松山善三、斎藤耕一
- 主題歌：Kang DaHyun「Mother sky」
- 音楽：宮川泰
- 撮影：長沼六男
- 美術：山崎輝
- 照明：吉角荘介
- 編集：井上治
- 録音：山田均
- 助監督：橋本匡弘、水戸敏博、石川勝己
- 製作担当：相場貴和
- スチール：原田大三郎
- 音響効果：帆苅幸雄
- 刺青：霞涼二
- 殺陣：辻井啓伺
- カースタント：スーパードライバーズ（雨宮正信）
- ガンエフェクト：BIG SHOT（納富喜久男）
- 韓国ロケ協力：キネマソウル
- 協賛：大韓航空、ムラサキスポーツ
- 後援：在日本大韓民国民団中央支部、在日本韓国人連合会
- 撮影協力：佐賀県商工労働部観光課、唐津市商工観光課、鎮西町議会、鎮西町商工観光課、鎮西町教育委員会、唐津ロイヤルホテル、唐津魚市場、唐津市呉服町商店街、佐賀県移動商業協同組合、東京福音教会、横浜海岸教会、横浜コンベンションビューロー ほか
- 現像：東京現像所
- タイトル：マリンポスト
- MA：東映スタジオセンター
- スタジオ：東映東京撮影所
- ミッションプロデューサー：野辺忠彦、尾川匠
- プロデューサー：高田信一、趙俊相、萩原正夫、霜村裕
- 製作統括：高橋雅宏
- 製作者：中島哲男、高橋松男、成澤章
- 企画：高橋松男事務所
- 製作：日本映画投資機構、グルーヴコーポレーション、韓民族世界宣教院、グルーヴキネマ東京